# Marko Brajnović
Marko Brajnović (ur. 17 lipca 1920 w Splicie, zm. 16 października 2010 w Wiedniu) – chorwacki piłkarz wodny. W barwach Jugosławii srebrny medalista olimpijski z Helsinek.
Brajnović w 1952 w Helsinkach wspólnie z kolegami zajął drugie miejsce. Były to jego drugie igrzyska – cztery lata wcześniej Jugosławia była dziewiąta. Był brązowym medalistą mistrzostw Europy w 1950.